# 苏珊·戈克瑟尔·比耶克海姆
苏珊·戈克瑟尔·比耶克海姆（挪威語：Susann Goksør Bjerkrheim，1970年7月7日—），挪威女子手球运动员。她曾代表挪威国家队参加1992年、1996年和2000年夏季奥林匹克运动会手球比赛，获得一枚银牌和一枚铜牌。她也曾入选1988年夏季奥运会挪威女子手球队阵容，但并未上场参赛。